# Пхо (буква)

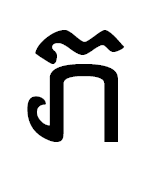

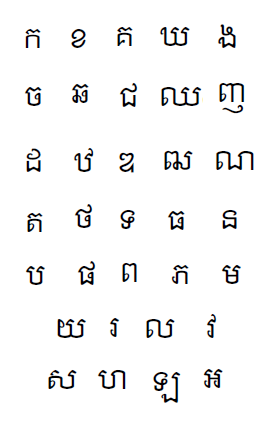

Пхо , ភ — двадцать четвёртая буква кхмерского алфавита, в слоге может быть только в составе инициали[в чём?]. В кхмерском обозначает придыхательный глухой губно-губной взрывной /ph/, относится к согласным группы «О». В случае, когда прямое указание на слоговую гласную отсутствует, в записываемом буквой слоге в словах из пали и санскрита произносится не о а один из дифтонгов [ɛə]~[ɔɒ], в зависимости от следующей согласной: перед k, ng и h произносится [ɛə], кроме того открытые слоги заканчиваются гортанной смычкой и потому тоже требуют [ɛə]. В кхмерском пали обозначает придыхательный звонкий губно-губной взрывной /bh/.
В подстрочном варианте записывается как  ្ + ភ  =  ្ភ. 

Сравнение начертаний сходных букв в кхмерском, каннада и балийском алфавитах
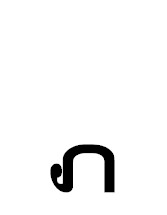
Тьенг пхо
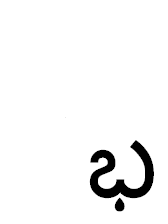
Бхаотту (каннада)
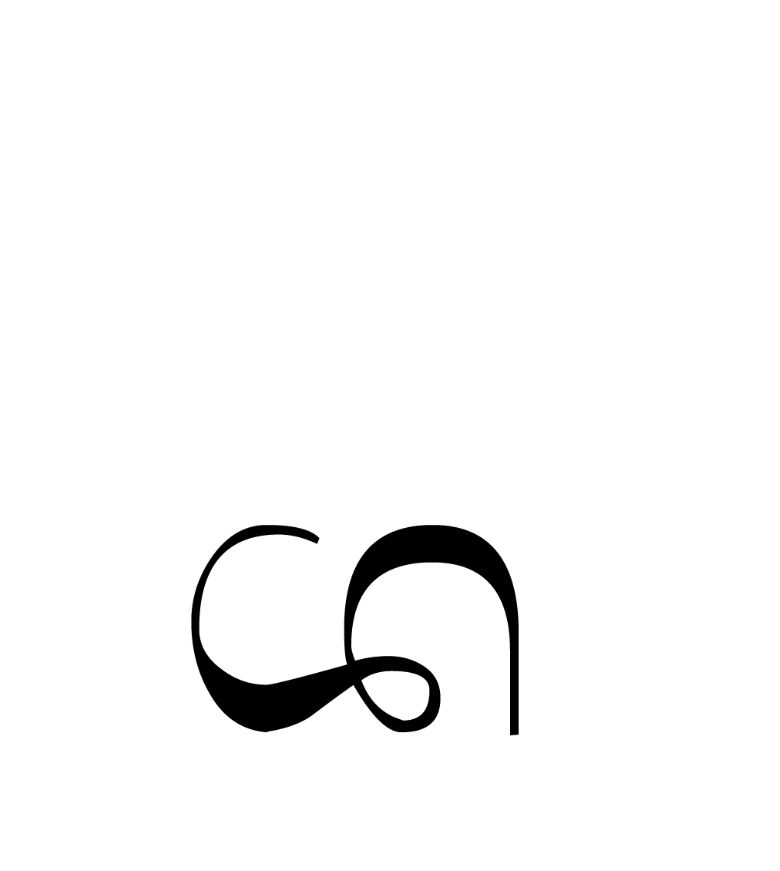
Гантунган бакембанг (бали)